# Kaltenherberg (Itzgrund)
Kaltenherberg ist ein Gemeindeteil von Itzgrund im oberfränkischen Landkreis Coburg.

## Geographie
Die Einöde liegt südwestlich von Coburg, etwa 21 Kilometer entfernt, auf einem flachen Osthang des Itzgrundes. Am südlichsten Ort im Landkreis Coburg, an der Grenze zum Landkreis Bamberg, führt die Bundesstraße 4 vorbei.

## Geschichte
Kaltenherberg wurde 1503 erstmals urkundlich genannt. Die Siedlung „Kaltckleyten“ gehörte zu den Orten, die dem Kloster Michelsberg Erbhuldigung leisteten.
„Kaltenherberg“ im Itzgrund an der Handelsstraße von Nürnberg Richtung Norden ist für das Jahr 1648 belegt. Das Anwesen wurde von dem schwedischen Kavallerieoffizier Johann Weststett errichtet. Es diente als Verpflegungs- und Übernachtungsstation. 1870 erhielt der Gastwirt Joseph Franz das Braurecht. 1935 übernahm die Familie Wittmann die Brauerei und den Gasthof. In den 1950er und 1960er Jahren war der Gasthof ein beliebtes Ausflugslokal. 1963 stellte die Brauerei Wittman den Betrieb ein. 1977 brannte das Anwesen bis auf das ehemalige Bedienstetenhaus, Obere Sölde genannt, ab und wurde nicht wieder aufgebaut.
1875 lebten zehn Personen in Kaltenherberg mit seinen sechs Gebäuden. 1925 hatte die Einöde fünf Einwohner und ein Wohnhaus. Die Kinder gingen im 1,3 Kilometer entfernten Busendorf zur Schule. Im Jahr 1987 lebte in dem einen noch vorhandenen Wohnhaus niemand mehr.
Im 19. Jahrhundert wurde Kaltenherberg in Lahm eingemeindet. 1862 erfolgte die Eingliederung in das neu geschaffene bayerische Bezirksamt Staffelstein. Am 1. Juli 1972 wurde der Landkreis Staffelstein aufgelöst. Seitdem gehört Kaltenherberg zum Landkreis Coburg. Im Zuge der bayerischen Gebietsreform verlor Lahm am 1. Mai 1978 seine Selbstständigkeit als Gemeinde und wurde, wie sein Ortsteil Kaltenherberg, ein Gemeindeteil der Gemeinde Itzgrund.

### Einwohnerentwicklung
| Jahr      | 1875 | 1900 | 1925 | 1950 | 1970 | 1987 |
| --------- | ---- | ---- | ---- | ---- | ---- | ---- |
| Einwohner | 10   | 6    | 5    | 17   | 8    | -    |